# Gipskarstlandschaft Pölsfeld und Breiter Fleck im Südharz
Gipskarstlandschaft Pölsfeld und Breiter Fleck im Südharz este o arie protejată (arie specială de conservare — SAC, sit de importanță comunitară — SCI) din Germania întinsă pe o suprafață de 1.722 ha, integral pe uscat.

## Localizare
Centrul sitului Gipskarstlandschaft Pölsfeld und Breiter Fleck im Südharz este situat la coordonatele 51°31′34″N 11°23′18″E / 51.5261°N 11.3883°E.

## Înființare
Situl Gipskarstlandschaft Pölsfeld und Breiter Fleck im Südharz a fost declarat sit de importanță comunitară în octombrie 2000 pentru a proteja 1 specie de plante și 6 specii de animale. Situl a fost protejat și ca arie specială de conservare în decembrie 2018.

## Biodiversitate
Situată în ecoregiunea continentală, aria protejată conține 15 habitate naturale: Cursuri de apă de la nivel de câmpie la nivel montan, cu vegetație Ranunculion fluitantis și Callitricho-Batrachion, Pajiști uscate europene, Pajiști carstice calcaroase sau bazofile, de Alysso-Sedion albi, Pajiști calaminariene cu Violetalia calaminariae, Pajiști uscate seminaturale și facies de acoperire cu tufișuri pe substraturi calcaroase (Festuco-Brometalia) (* situri importante pentru orhidee), Liziere de ierburi înalte hidrofile de câmpie și de nivel montan până la alpin, Fânețe de joasă altitudine (Alopecurus pratensis, Sanguisorba officinalis), Peșteri inaccesibile publicului, Păduri de fag Luzulo-Fagetum, Păduri de fag Asperulo-Fagetum, Păduri de fag din Europa Centrală dezvoltate pe sol calcaros cu Cephalanthero-Fagion, Păduri de stejar sau de stejar și carpen sub-atlantice și medio-europene de Carpinion betuli, Păduri de stejar și carpen Galio-Carpinetum, Păduri pe pante, grohotișuri și ravene de Tilio-Acerion, Păduri aluvionare cu Alnus glutinosa și Fraxinus excelsior (Alno-Padion, Alnion incanae, Salicion albae).
La baza desemnării sitului se află mai multe specii protejate:
- plante (1): papucul doamnei (Cypripedium calceolus)
- amfibieni (1): triton cu creastă (Triturus cristatus)
- mamifere (4): liliac cârn (Barbastella barbastellus), râs eurasiatic (Lynx lynx), liliac cu urechi mari (Myotis bechsteinii), liliac comun (Myotis myotis)
- nevertebrate (1): rădașcă (Lucanus cervus)

Pe lângă speciile protejate, pe teritoriul sitului au mai fost identificate 5 specii de plante, 9 specii de amfibieni, 14 specii de mamifere, 1 specie de nevertebrate, 2 specii de pești, 5 specii de reptile.